# Relapse Records
Relapse Records ist eine Plattenfirma aus den USA, die hauptsächlich extreme Metal-Bands unter Vertrag hat. Bekannteste Vertreter sind Nile, Suffocation und Dying Fetus. Ansässig ist Relapse Records in Philadelphia, Pennsylvania.

## Entstehungsgeschichte
Relapse Records wurde von Matt Jacobson im August 1990 in dem Haus seiner Eltern in Aurora, Colorado begonnen. Die ersten Veröffentlichungen waren 7"-EPs unter anderem von Incantation und Deceased; die erste Veröffentlichung im CD-Format war Suffocations Human-Waste-Album. Neben Suffocation zählen Deceased und Incantation zu den ersten Erfolgen des noch jungen Labels.
William Yurkiewicz Jr. veröffentlichte zu dieser Zeit die Bands General Surgery, Disrupt und seine eigene Band Exit-13. Nachdem er Jacobson kennenlernte, wurde er dessen Partner und brachte diese Bands mit zu Relapse Records.
1992 wurde das Sublabel Release Entertainment gegründet, das sich mehr auf den Industrial- und Ambient-Bereich konzentrierte. Suffocations Debütalbum Human Waste und die beiden ersten Amorphis-Alben The Karelian Isthmus und Tales from the Thousand Lakes machten das Label weltweit bekannt. 1995 wurde Neurosis unter Vertrag genommen, die direkt von Alternative Tentacles übernommen wurden. Relapse öffnete sich nun auch dem Post-Hardcore-Markt. Mit Brutal Truth konnten sie zudem eine Grindcore-Legende unter Vertrag nehmen.
1995 wurde die Homepage Relapse.com gestartet. Dieser wurde 1996 der Online-Shop Resound angegliedert, der weltweit auslieferte. 1996 etablierte Relapse einen Vertriebsdeal mit Deutschland und eröffnete ein Büro in Berlin.
1998 wurden Dillinger Escape Plan und Nile aufgenommen. Beide sollten sich neben den Stammbands als neue Prioritätsträger etablieren. 2000 zog Relapse nach Philadelphia um. 2001, zum 10-jährigen Jubiläum, eröffnete der erste offizielle Relapse-Laden in Philadelphia. Mit Mastodon, Alabama Thunderpussy und High on Fire wurden wiederum neue Bands hervorgebracht.
2003 veranstaltete das Label sein erstes Musikfestival, das Relapse Contamination Festival, welches von 2.500 Personen besucht wurde. Eine DVD mit Aufnahmen des Festivals wurde später veröffentlicht.
2005 landet das Label mit sechs Bands auf der Liste der 25 Most Important Bands in Metal des amerikanischen Alternative Press-Magazines. Mit Zeke wurde die erste Punk-Band unter Vertrag genommen. Dillinger Escape Plan und Mastodon knackten im selben Jahr die Billboard-Charts.

## Bekannte Künstler
- Abscess
- Alabama Thunderpussy
- Alchemist
- Amorphis
- Anal Cunt
- Atriarch
- Baroness
- Black Tusk
- Breach
- Brutal Truth
- Car Bomb
- Cephalic Carnage
- Chepang
- Disembowelment
- The Dillinger Escape Plan
- Dying Fetus
- Early Man
- Exhumed
- Hatebeak
- Inverloch
- Iron Reagan
- Lord Dying
- Lycus
- Mastodon
- Merzbow
- Misery Index
- Morgion
- Mortician
- Nasum
- Necrophagist
- Nile
- Obscura
- Origin
- Pig Destroyer
- Primitive Man
- Red Fang
- Regurgitate
- Rotten Sound
- Skinless
- Suffocation
- Tombs
- Usnea
- Zeke
- Zombi